# Infanterie-Regiment „Graf Schwerin“ (3. Pommersches) Nr. 14
Das Infanterie-Regiment Graf Schwerin (3. Pommersches) Nr. 14 war ein Infanterieverband der preußischen Armee.

## Geschichte
Der Verband wurde am 1. Juli 1813 (Stiftungstag) durch AKO als 2. Reserve-Infanterie-Regiment errichtet. Die Soldaten kamen aus dem III. Musketier- sowie dem 1. und 4. Reserve-Bataillon des 2. Infanterie-Regiments und bildeten das I., II. und III. Bataillon (ab 1815 Füsilier-Bataillon).
Am 25. März 1815 erhielt es die Bezeichnung „14. Infanterie-Regiment“ und von November 1816 bis März 1823 führte es den Zusatz „(3. Pommersches)“. Im Jahr 1859 musste es zahlreiches Personal an das 54. Infanterie-Regiment abgeben. Im Zuge der Heereserweiterung wurde der Verband am 4. Juli 1860 in „3. Pommersches Infanterie-Regiment Nr. 14“ umbenannt. Nach dem Deutschen Krieg wurden am 27. September 1866 die 10., 14. und 15. Kompanie an das Infanterie-Regiment Nr. 75 abgegeben. Am 1. April 1881 ging die 4. Kompanie an das Infanterie-Regiment Nr. 129. Die fehlenden Mannschaften wurden jeweils sofort ersetzt. Kaiser Wilhelm II. gab dem Regiment zu Ehren von Generalfeldmarschall Kurt Christoph von Schwerin am 27. Januar 1889 dessen Namen und benannte es in „Infanterie-Regiment „Graf Schwerin“ (3. Pommersches) Nr. 14“ um.
Am 1. April 1887 wurde das IV. Bataillon aus der 5. Kompanie des Infanterie-Regiments „von der Goltz“ (7. Pommersches) Nr. 54, der 3. Kompanie des Colbergschen Grenadier-Regiments „Graf Gneisenau“ (2. Pommersches) Nr. 9, der 7. Kompanie des Füsilier-Regiments „Königin Viktoria von Schweden“ (Pommersches) Nr. 34 und der 11. Kompanie des Grenadier-Regiments „König Friedrich Wilhelm IV.“ (1. Pommersches) Nr. 2 gebildet. Im IV. Bataillon bildeten diese die 13.–16. Kompanie. Am 1. April 1890 wurde das IV. Bataillon an das Infanterie-Regiment Nr. 141 abgegeben. Am 2. Oktober 1893 wurde das IV. (Halb-)Bataillon wieder errichtet, am 1. April 1897 kam das IV. Bataillon an das Infanterie-Regiment Nr. 175.

### Befreiungskriege
1813Nach seiner Gründung nahmen alle drei Bataillone an der Belagerung von Stettin teil. Das spätere Füsilierbataillon kämpfte mit der Brigade Borstell im Gefecht bei Hoyerswerda. Anschließend kam das Regiment in die 5. Division des III. Armee-Korps und kämpfte in der Schlacht bei Großbeeren sowie den Gefechten bei Schmielkendorf, Thießen und Woltersdorf. Ferner war es bei der Schlacht bei Dennewitz (Verlust: vier Offiziere und 275 Mann), der Belagerung von Wittenberg, sowie dem Sturm auf Leipzig. Der Major von Mirbach mit dem III. Bataillon nahm am Sturm auf das Grimmaische Tor teil, der 4. Zug der 10. Kompanie gehörte zu den ersten Preußen in Leipzig (Verlust: acht Offiziere und 346 Mann). Danach war es beim Übergang über den Rhein dabei und war am Überfall bei Neuss beteiligt (Eroberung des Adlers des 150. Linienregiments) sowie der Einschließung von Wesel.
1814In diesem Jahr war der Verband Teil der 5. Brigade des III. Armee-Korps und nahm am Gefecht bei Hoogstraten, dem Sturm auf Lier sowie den Gefechten bei Oudenaarde und Soissons teil.
1815Nun war er Teil der 7. Brigade des II. Armee-Korps. Als solches kämpfte er bei Ligny und Wavre sowie beim Sturm auf Namur. Ferner war er bei den Belagerungen von Maubeuge, Landrecy, Rocroy und Givet.
Verluste 1813 bis 1815: 54 Offiziere und 1400 Mann, davon 1815 5 Offiziere und 230 Mann

### Großherzogtum Posen
Während der Unruhen von 1848 war es im Gefecht bei Tremessen.

### Deutscher Krieg
Im Jahr 1866 war es Teil der 3. Infanterie-Division des II. Armee-Korps. Zunächst befand es sich bei Nachtgefecht bei Podkost, Gitschin und Königgrätz.
(Verlust: zwei Offiziere, 106 Mann)

### Deutsch-Französischer Krieg
Wieder als Teil der 3. Infanterie-Division des II. Armee-Korps kämpfte das Regiment bei Gravelotte, Villiers, Champigny, Les Planches sowie den Belagerungen von Metz und Paris.

### Erster Weltkrieg
Das Regiment gehörte während des gesamten Weltkriegs zur 4. Infanterie-Division der preußischen Armee. Es wurde 1915 an der Karpatenfront in der heutigen Westukraine eingesetzt.

### Verbleib
Nach Kriegsende wurde das Regiment ab dem 14. Dezember 1918 in Bromberg demobilisiert. Aus Teilen bildete sich im Januar 1919 das Freiwilligen-Infanterie-Regiment 14 mit zwei Bataillonen, zwei MG- und einer MW-Kompanie. Das I. Bataillon bildete das Grenzschutz-Bataillon XII des II. Armee-Korps.
Mit der Bildung der Vorläufigen Reichswehr ging das II. Bataillon im Reichswehr-Schützen-Regiment 4 auf.
Die Tradition übernahm in der Reichswehr durch Erlass des Chefs der Heeresleitung General der Infanterie Hans von Seeckt vom 24. August 1921 die in Deutsch Krone stationierte 9. und 10. Kompanie des 4. (Preußisches) Infanterie-Regiments.

## Standorte
Bis 1817 war das Regiment im Feld bzw. war in Frankreich bei der Okkupationsarmee.
- 1818–1819 Glogau, Schweidnitz und Glatz
- 1819–1820 Torgau, Wittenberg, Weißenfels
- 1820–1833 Stargard, Königsberg in der Neumark, Soldin
- 1833–1846 Stargard, Bromberg, Soldin
- 1846–1847 Stargard, Königsberg in der Neumark, Soldin
- 1847–1849 Bromberg, Graudenz, Konitz (vielfacher Wechsel)
- 1849–1850 Bromberg, Schneidemühl, Gnesen
- 1852–1856 Thorn, Bromberg
- 1856–1863 Bromberg (zusätzlich bis 1860 Graudenz)
- 1863–1871 Stettin
- 1871–1884 Stralsund, Swinemünde
- 1884–1886 Stralsund, Greifswald
- 1886–1903 Graudenz
- 1887–1890 Graudenz, Straßburg in Westpreußen
- 1890–1903 Graudenz
- 1903–1919 Bromberg

## Regimentschefs
Zum ersten Regimentschef ernannte König Wilhelm I. am 20. September 1860 den General der Infanterie Philipp von Wussow. Nach dessen Tod blieb diese Stellung vom 8. September 1870 bis zur Ernennung von General der Infanterie Julius von Verdy du Vernois vakant. Mit dessen Tod am 30. September 1910 wurde die Stelle nicht wieder besetzt.

## Kommandeure
| Dienstgrad            | Name                        | Datum                                                              |
| --------------------- | --------------------------- | ------------------------------------------------------------------ |
| Major/Oberstleutnant  | Julius von Knobloch         | 01. Juli 1813 bis 31. Januar 1814                                  |
| Major/Oberstleutnant  | Otto von Mirbach            | 01. Februar 1814 bis 4. Oktober 1818                               |
| Oberstleutnant/Oberst | Levin von Düring            | 05. Oktober 1818 bis 29. März 1831                                 |
| Oberstleutnant        | Alexander von Kaweczinski   | 30. März 1831 bis 17. Februar 1832 (mit der Führung beauftragt)    |
| Oberstleutnant/Oberst | Alexander von Kaweczinski   | 18. Februar 1832 bis 29. März 1840                                 |
| Oberstleutnant        | Ferdinand von Winning       | 31. März bis 9. September 1840 (mit der Führung beauftragt)        |
| Oberstleutnant/Oberst | Ferdinand von Winning       | 10. September 1840 bis 30. März 1846                               |
| Oberst                | Karl von Herrmann           | 31. März 1846 bis 17. November 1848                                |
| Oberstleutnant/Oberst | Wilhelm Theodor Bahr        | 18. November 1848 bis 16. März 1853                                |
| Oberstleutnant/Oberst | Julius von Lübtow           | 17. März 1853 bis 18. September 1857                               |
| Oberstleutnant/Oberst | Emil von Bornstedt          | 29. Oktober 1857 bis 21. Juni 1861                                 |
| Oberstleutnant/Oberst | Theodor Wittich             | 22. Juni 1861 bis 2. April 1866                                    |
| Oberstleutnant/Oberst | Alexander von Stahr         | 03. April 1866 bis 13. Juni 1867                                   |
| Oberst                | August von Borries          | 20. Juli 1867 bis 13. Juli 1870                                    |
| Oberstleutnant/Oberst | Wilhelm von Voss            | 14. Juli 1870 bis 14. August 1871                                  |
| Major                 | Friedrich von Schorlemer    | 22. August 1870 bis 14. August 1871 (Führer)                       |
| Oberst                | Curt von Haeseler           | 22. August 1871 bis 15. Oktober 1873                               |
| Oberst                | Rudolf von Kroseck          | 16. Oktober 1873 bis 13. Februar 1874 (mit der Führung beauftragt) |
| Oberst                | Rudolf von Kroseck          | 14. Februar 1874 bis 2. Februar 1880                               |
| Oberstleutnant/Oberst | Konstantin von Schachtmeyer | 03. Februar 1880 bis 12. April 1885                                |
| Oberst                | Ottomar Koßmann             | 14. April 1885 bis 7. März 1887                                    |
| Oberst                | Wilhelm Müller              | 08. März 1887 bis 18. November 1889                                |
| Oberstleutnant/Oberst | Georg von Heineccius        | 19. November 1889 bis 13. Februar 1893                             |
| Oberst                | Friedrich Aldenkortt        | 14. Februar 1893 bis 13. Mai 1894                                  |
| Oberst                | Heinrich Diesing            | 14. Mai 1894 bis 3. April 1896                                     |
| Oberst                | Moritz von Ludwiger         | 04. April 1896 bis 13. August 1897                                 |
| Oberst                | Wilhelm Mootz               | 14. August 1897 bis 15. Mai 1901                                   |
| Oberst                | Wilhelm von und zu Bodmann  | 16. Mai 1901 bis 15. März 1905                                     |
| Oberst                | Georg von Winterfeld        | 16. März 1905 bis 9. April 1906                                    |
| Oberst                | Otto von Gagern             | 10. April 1906 bis 21. März 1910                                   |
| Oberst                | Swantus von Bonin           | 22. März 1910 bis 20. Februar 1911                                 |
| Oberst                | August von Hahn             | 21. Feabruar 1911 bis 18. November 1912                            |
| Oberst                | Theodor von Dücker          | 19. November 1912 bis 29. Mai 1914                                 |
| Oberst                | Hans Paris                  | 30. Mai 1914 bis 11. Dezember 1915                                 |
| Major/Oberstleutnant  | Böhme                       | 09. Januar 1916 bis 11. September 1917                             |
| Oberstleutnant/Oberst | Waldemar Nolda              | 14. September 1917 bis 16. Juni 1918                               |
| Oberst                | Hans von Winterfeldt        | 17. bis 21. Juni 1918                                              |
| Oberstleutnant        | Gustav von Wißmann          | 22. Juni 1918 bis 19. Januar 1919                                  |
| Oberst                | Ernst Thümmel               | 20. Januar bis Mai 1919                                            |